# Đào Vũ
Đào Vũ (1927 - 2006), là một nhà văn nổi tiếng của Việt Nam. Ông nổi tiếng với bộ tiểu thuyết Cái sân gạch. Là một trong những hội viên sáng lập Hội Nhà văn Việt Nam

## Tiểu sử
Đào Vũ tên thật là Đào Văn Đạt. Ông sinh ngày 17 tháng 10 năm 1927 tại làng Lưu Xá, huyện Ân Thi, tỉnh Hưng Yên trong một gia đình nhà Nho, nhiều đời dạy học. Gia đình là một cơ sở cách mạng nên ông sớm tham gia hoạt động cách mạng từ trước Cách mạng Tháng Tám.
Thời kỳ kháng chiến chống Pháp, Đào Vũ là cán bộ Trung ương Đoàn rồi tham gia Bộ đội Biên phòng, công tác Hoa vận, được kết nạp vào Đảng, bắt đầu hoạt động văn học nghệ thuật.
Là một người tâm huyết với nghề văn, Đào Vũ nhiều năm làm Báo Văn nghệ từ biên tập viên đến chức Quyền Tổng biên tập, khi mà số lượng các báo trên cả nước còn rất ít. Là một trong những người nổi tiếng của làng văn, làng báo, ông đã tham gia Ban Chấp hành Hội Nhà văn Việt Nam khóa III, Ban Chấp hành Hội Nhà báo Việt Nam khóa IV.
Ông mất ngày 8 tháng 1 năm 2006.

## Tác phẩm
- Trâu thóc qua đồi sim (kịch, 1954 - 1955)
- Cái sân gạch (bộ tiểu thuyết, 2 tập, 1959)
- Chim mùa xuân (đồng thoại, 1960)
- Lớp tre đang lên (tập truyện ngắn, 1961)
- Vụ lúa chiêm (tiểu thuyết, 1961 - 1972)
- Trăng rơi xuống giếng (đồng thoại, 1961)
- Danh dự chúng em (truyện vừa thiếu nhi, 1961)
- Người cửa sông (tập truyện ngắn, 1966)
- Một mùa mưa (tiểu thuyết, 1966 - 1994)
- Xóm nhà thờ (truyện vừa, 1967)
- Đội quân nhỏ làng Dương (truyện vừa thiếu nhi, 1967)
- Con đường mòn ấy (tiểu thuyết, 1971)
- Đất ta dậy rồi (truyện vừa, 1972)
- Lưu lạc (tiểu thuyết, 1973), bộ ba
- Lớp tre đang lên (truyện vừa, 1961)
- Hoa lửa (tiểu thuyết, 1973), bộ ba
- Dải lụa (tiểu thuyết, 1974), bộ ba
- Mảnh đất đồng chua (truyện vừa, 1976)
- Chiến trường xanh (truyện ký, 1976)
- Y Leng (tiểu thuyết, 1982)
- Bí thư cấp huyện (truyện vừa, 1983)
- Trận tuyến chiều dài (truyện ký, 1986)
- Con than ngơ ngác (truyện dài, 1988)
- Cây đa thằng Cuội (truyện vừa, 1991)
- Người đi xa để lại (tập truyện ngắn, 1993)
- Tuyển tập Đào Vũ (tập I và tập II, 1994)

## Giải thưởng
- Huân chương Kháng chiến hạng Ba
- Huân chương Kháng chiến hạng nhì
- Huân chương Ðộc lập hạng Nhì[3]
- Giải thưởng Nhà nước về văn học nghệ thuật đợt II (truy tặng, 2001)[4]